# シビス
シビスは、大阪府吹田市に本社を置く会社・酒有連が運営する、コンビニエンスストア形式の酒販店である。

## 沿革
酒有連は1980年代における焼酎人気を背景として売上が減少したことを受け、ボランタリー・チェーン方式で運営されている加盟店舗に対し、コンビニエンスストア形式への経営転換を打ち出した。これには酒販店で取り扱われる商品ジャンルを拡充するのに伴い、店舗自体のリニューアルを推進する意図もあったとされている。1984年11月、大阪市西区において1号店「シビスきたむら」を出店させると、同店は1985年時点で業態転換前と比較して来客数は6倍以上、売上は5倍となり経営面で成功を遂げた。シビスは1985年10月時点で8店舗、11月時点で11店舗と事業を拡大させており、「シビスきたむら」以外の店舗でも同様に業態転換によって売上が増大した。
1986年初頭には酒有連に加盟する近畿圏の酒販店680店全店に対しシビスへの業態転換のための調査を行った。1987年3月時点では店舗数がさらに26店舗、10月には33店舗にまで伸び、同年秋からは電子発注システム (EOS)の導入を推進し、同年末までには商品をギフト梱包するための缶詰制作機を各店舗に配置させた。一方、1984年時点では88年までに115店舗の業態転換を目指す計画が打ち出されていたが、1991年6月時点で酒有連に加盟する店舗の約9割が業態転換を実施せず、シビスの店舗数は46店と頭打ちになっていたことが『日経流通新聞』により報道されている。2015年2月には全国酒有連の解散に準じて、長野以外の酒有連地区本部は解散している。

## 店舗形式
50平方メートル程度以上の売り場面積を有し、酒類と同じ割合で日用品やその他食品類を取り扱うこと・1日14時間以上の営業時間を設けることを主な経営方針として据えている。シビス業態では共通の店舗看板および店内デザインを用いている。1985年11月の『日経流通新聞』による報道では酒類以外ではおよそ1800種の品目を取り扱っていたとされている。食料品目の大多数は兵庫県西宮市に本社を置く加藤産業が流通を担当した。